# Ерік Каліняк
Ерік Каліняк (словац. Erik Kaliňák; 9 вересня 1991, Братислава, Словацька СР, Чехословаччина) — словацький політик, віце-голова партії «Курс — соціальна демократія» (SMER) і колишній член Національної ради Словацької Республіки. Він є племінником співзасновника SMER Роберта Каліняка.

## Біографія
У 2015 році він отримав ступінь магістра з філософії на філософському факультеті Університету Коменського в Братиславі.
Він приєднався до партії «Курс — соціальна демократія» у 2018 році як адміністратор профілів Facebook, керуючи, наприклад, профілями Любоша Блахи або Роберта Фіцо. У 2020 році він став заступником голови партії.
На парламентських виборах 2023 року він отримав 145 018 голосів і став членом Національної ради Словацької Республіки.

## Висловлювання
У відповідь на запитання журналіста про наслідки імовірного перебування росіян в Києві заявив, що вважає росіян більш надійними партнерами, ніж українців:
| Ліві лапки | Я буду циніком і скажу, що ми б нарешті мали надійного сусіда. Тому що, якщо ви подивитеся на словацько-українські відносини і скільки разів нам доводилося їх рятувати після того, як вони вибудовували економічний конфлікт з Росією, і скільки разів вони не змогли нам допомогти, то з цієї точки зору росіяни для нас є більш надійним партнером | Праві лапки |